# Soldadura por resistencia

Soldadura por puntos

Soldadura costura

La soldadura por resistencia es considerada un proceso de fabricación, termoeléctrico, se realiza por el calentamiento que experimentan los metales, hasta la temperatura de forja o de fusión debido a su resistencia al flujo de una corriente eléctrica, es una soldadura tipo autógena que no interviene material de aporte. Los electrodos se aplican a los extremos de las piezas a soldar, se colocan juntas a presión y se hace pasar por ellas una corriente eléctrica intensa durante un instante. La zona de unión de las dos piezas, como es la que mayor resistencia eléctrica ofrece, se calienta y funde los metales, realizándose la soldadura. La cantidad de calor necesaria, por tanto la intensidad aplicada y tiempo de presión ejercida dependerá del tipo de metal a soldar.
Elihu Thomson inventó la soldadura por resistencia en algún momento de 1876. Thomson fusionó accidentalmente dos cables de cobre mientras preparaba un experimento. Hizo una nota y luego decidió probar y soldar metal a voluntad con lo que había tropezado. En 1886 patentó con éxito su nueva técnica de soldadura por resistencia.
Los principales tipos de soldadura por resistencia son los siguientes:
- Soldadura por puntos.
- Soldadura proyecciones o resaltos.
- Soldadura por roldanas o también conocido como soldadura de costura.
- Soldadura a tope.
- Soldadura por chispa.
- Soldadura de hilo aislado.

Tanto el calor como la presión son los principales factores en este tipo de soldaduras ya que se obliga a tener un buen contacto entre electrodo y pieza antes de aplicar calor, manteniendo en contacto las superficies a unir una vez alcanzada su temperatura para la correcta soldadura.
El ciclo de soldeo se puede dividir en varias fases:

El ciclo de soldeo:
t1-POSICIONAMIENTO
t2-SOLDEO
t3-MANTENIMIENTO

1. FASE DE POSICIONAMIENTO: se ejerce presión sobre los electrodos de tal forma que se consiga la unión de los materiales a soldar.
2. FASE DE SOLDEO: pasa la corriente eléctrica creando diferencia de potencial entre los electrodos. Se mantiene una presión entre los electrodos durante esta fase, que suele ser mejor que la ejercida en la fase de posicionamiento.
3. FASE DE MANTENIMIENTO: se incrementa la presión ejercida después de cortarse la corriente eléctrica.
4. FASE DE DECADENCIA: se reduce la presión hasta retirar la pieza una vez ya soldada.

Este procedimiento se utiliza mucho en la industria para la fabricación de láminas y alambres de metal, se adapta muy bien a la automatización.
Los elementos básicos en este tipo de soldadura son, electrodos, por donde fluye la energía eléctrica, material a soldar y una presión ejercida en la zona a soldar.